# Trastorno mental
Los términos enfermedad mental, trastorno mental y trastorno de la salud mental y otros sinónimos se aplican a una amplia variedad de problemas, cada uno de ellos con características distintas. En líneas generales, se manifiestan como alteraciones en los procesos del razonamiento, el comportamiento, la facultad de reconocer la realidad, las emociones o la relación con los demás, consideradas como anormales con respecto al grupo social de referencia del cual proviene la persona. No tienen una única causa, sino que son el resultado de una compleja interacción entre factores biológicos, sociales y psicológicos. Con frecuencia se puede identificar y tratar una causa orgánica subyacente.
Las evaluaciones del paciente son realizadas por profesionales de psiquiatría o psicología, utilizando diversos métodos, como pruebas psicométricas, pero a menudo dependen de la observación y la entrevista personal. Los tratamientos tradicionales han sido la psicoterapia y los psicofármacos siendo añadidos, desde los procesos de reforma psiquiátrica de los años 1970 y 1980, enfoques más integrales y afines con la perspectiva biopsicosocial. Estos tratamientos incluyen el trabajo de intervención social, los grupos de ayuda o apoyo mutuo (con o sin facilitación de profesionales del ámbito psicosocial de la psicología, la educación o el trabajo social), autoayuda o cambios en el estilo de vida. En los años 1990 se comenzó a implantar el llamado modelo de recuperación en numerosos países, sobre todo de ámbito anglosajón y en especial en Reino Unido y EE. UU. 
Las evidencias científicas desde la psiquiatría nutricional confirman que la alimentación es un factor de riesgo para el desarrollo de trastornos mentales, en todas las edades y países. Asimismo, se ha demostrado que tanto el estrés como los problemas psicológicos o psiquiátricos provocan malos hábitos alimenticios afectando a la calidad de la nutrición y causando diversos trastornos de salud general y empeorando la salud mental, entrando en un proceso de retroalimentación.
Los trastornos mentales más comunes incluyen la depresión (que afecta a unos 300 millones de personas en el mundo), el trastorno bipolar (unos 60 millones), la demencia (unos 50 millones), la esquizofrenia y otras psicosis (unos 23 millones) y los trastornos del desarrollo, incluido el autismo.
El estigma social y el mentalismo (o cuerdismo) son formas de discriminación cada vez más consideradas como factores que aumentan el sufrimiento psíquico y el grado de discapacidad asociados a los trastornos mentales. Desde la intervención social (trabajo y educación social, terapia ocupacional, salud comunitaria, etc) y los movimientos sociales del colectivo de personas afectadas intentan aumentar la comprensión de estos factores para evitar la exclusión social y las dificultades que supone para los procesos de recuperación.

## Terminología
Dependiendo del concepto de enfermedad que se utilice, algunos autores consideran adecuado utilizar en el campo de la salud mental el término trastorno mental (que es el que utilizan los dos sistemas clasificatorios de la psicopatología más importantes en la actualidad: la CIE-10 de la Organización Mundial de la Salud y el DSM-V-TR de la Asociación Estadounidense de Psiquiatría), sobre todo en aquellos casos en los que la etiología biológica no está claramente demostrada. Además, el término enfermedad mental está asociado a estigmatización social y cuerdismo. Por estas razones, el término está en desuso y se usan más trastorno mental o psicopatología. Sin embargo, el término trastorno mental también ha sido objeto de controversia y crítica junto al propio sistema diagnóstico.
En su Diccionario de Psicopatología Fantástica, José Retik crea entidades psicopatológicas fantásticas inventando sus propias patologías. No fue el primero en realizar este ejercicio. En 1995, al psiquiatra Ivan Goldberg, afincado en Nueva York, se le ocurrió gastar una broma. Había leído la cuarta edición del Manual diagnóstico y estadístico de trastornos mentales (DSM, en inglés), la llamada Biblia de la psiquiatría moderna, y decidió animarse con una parodia. Esta fue tomada en serio y acabó convertida en un trastorno llamado "desorden de adicción a Internet" (IAD, en inglés). La invención de trastornos mentales ha sido una broma recurrente canalizadora de crítica que ha dado lugar a textos como la "Proposición para clasificar la felicidad como un trastorno psiquiátrico" del psicólogo clínico Richard P. Bentall o a la "Etiología y tratamiento de la niñez" del psiquiatra Jordan W. Smoller en la publicación satírica y humorística Journal of Polymorphous Perversity (Revista de la Perversidad Polimorfa).

## Historia
En la antigüedad, se relacionaba los trastornos mentales con causas sobrenaturales. Las culturas más primitivas los atribuían a posesiones demoníacas o fuerzas naturales y las culturas más complejas a los dioses. Estos pensamientos primitivos dieron lugar a la práctica de trepanaciones craneanas con el objetivo de "dejar salir a los demonios que provocaban las enfermedades mentales" y sobre las que existen evidencias que datan desde hace más de 5000 años, a torturas o al confinamiento de los enfermos.
En el siglo XIX, los manicomios eran como cárceles, pues solo se disfrazaba la tortura como una curación, uno de los tantos casos fue en el hospital psiquiátrico Charenton en París, donde aplicaban como tratamiento, mantenerlos atados, sumergirlos en agua fría o golpearlos. Todo esto para apartar las ideas e ilusiones que estas personas pudieran albergar.
En 1949, Antonio Egas Moniz recibió el premio Nobel en Medicina por "por su descubrimiento del valor terapéutico de la lobotomía en determinadas psicosis", técnica que consiste en retirar total o parcialmente un fragmento del cerebro en la parte frontal. Walter Freeman, médico estadounidense, fue el pionero de las lobotomías transorbitales, técnica que realizó profusamente y se vio envuelta en una gran polémica, hasta su última intervención en 1967.
Paralelamente, en 1964 se llevó a cabo el proyecto MK-ULTRA, que buscaba controlar la mente y así borrar la memoria existente y reconstruir el pensamiento, algunos de los experimentos realizados eran la radiación, uso de psicotrópicos, inyección simultánea de barbitúricos y anfetaminas, y descargas eléctricas al cerebro. El único resultado de este experimento fue dejar a las personas involucradas con daño cerebral.

## Etiología

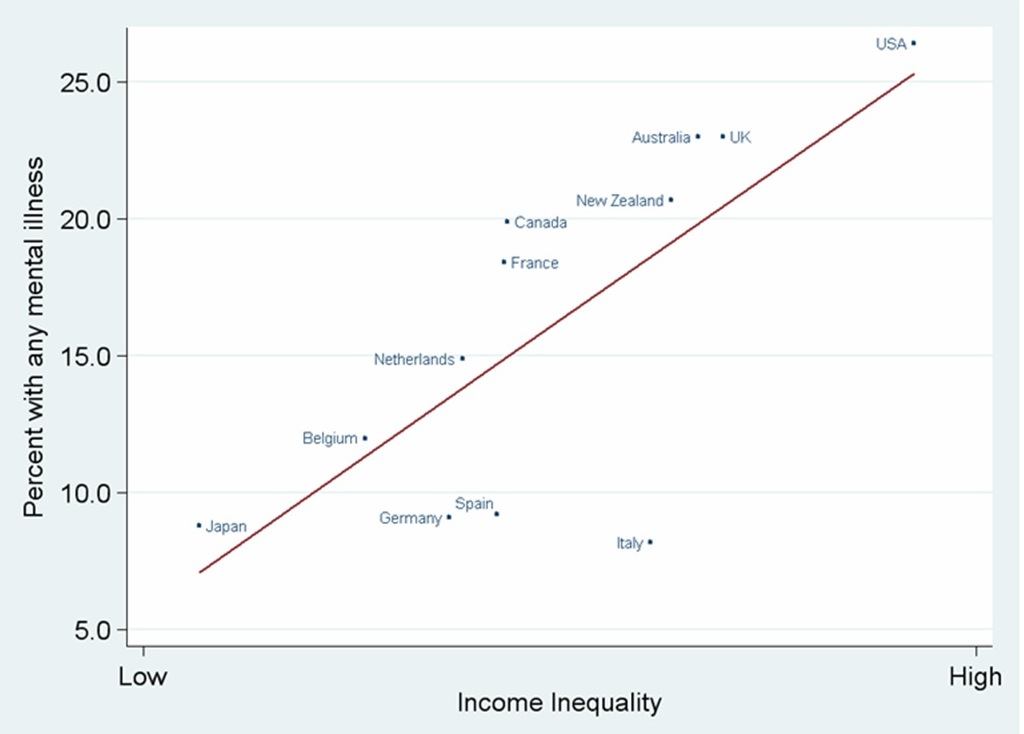
La prevalencia de enfermedades mentales es mayor en países con mayor desigualdad económica.

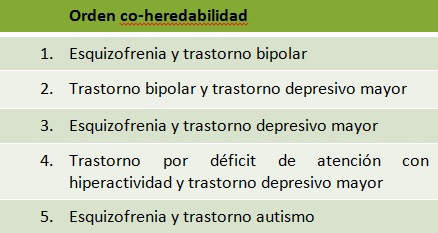
Orden de co-heredabilidad existente entre los diferentes pares de trastornos.

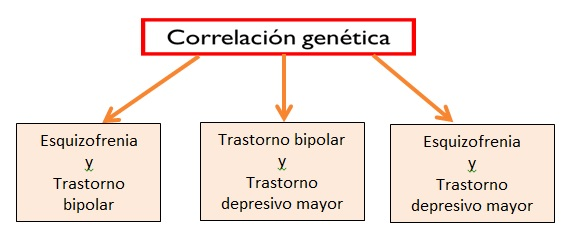
Esquema que representa los dos principales pares de trastornos que muestran mayor correlación genética.

No se conoce la causa exacta de los trastornos mentales, si bien todo parece indicar que se trata del resultado de una compleja interacción entre diversos factores biológicos, sociales y psicológicos. Las puntuaciones altas en neuroticismo son predictivos para el desarrollo de todos los trastornos mentales comunes.
Al menos una parte de los casos de ciertos trastornos psiquiátricos son secundarios a una causa orgánica, cuyo tratamiento puede ayudar a la mejoría de los síntomas o incluso a la recuperación funcional parcial o total. Las personas sometidas a situaciones de estrés, tensión emocional o problemas psicológicos o psiquiátricos descuidan su alimentación y adoptan hábitos alimenticios perjudiciales. Esta mala alimentación conlleva una mala nutrición que causa diversos trastornos de salud general y afecta también a la salud mental, retroalimentando el proceso.
La mala salud física es un factor particularmente importante que predice una mala salud mental. Los trastornos de la salud mental están claramente relacionados con las denominadas "enfermedades de la civilización" y presentan diferencias por sexos, compartiendo multitud de vías fisiopatológicas, incluidas las alteraciones del sistema inmunitario y el estrés oxidativo. En cualquier especialidad médica, desde cardiología y dermatología hasta gastroenterología y reumatología, la salud mental es una variable de importancia. Sin embargo, las investigaciones recientes concluyen que la nutrición no solo afecta directamente las condiciones tratadas en diversas disciplinas médicas, sino que también tiene el potencial de influir (mejorando o empeorando) en los trastornos mentales.
Existen pruebas que confirman la implicación de factores genéticos en ciertos trastornos psiquiátricos. Concretamente, se han identificado 134 genes (206 variantes) que se asocian con un mayor riesgo de desarrollar trastorno depresivo mayor, trastornos de ansiedad, esquizofrenia, trastorno bipolar y trastorno por déficit de atención con hiperactividad. Los avances más significativos se han producido en el estudio de la esquizofrenia, con 50 genes identificados. En contraposición, solo se han encontrado 3 genes implicados en los trastornos de ansiedad.

## Clasificación
Aun cuando clásicamente se han dividido los trastornos mentales en Trastornos Orgánicos y Trastornos Funcionales, haciendo referencia al grado de génesis fisiológica o psíquica que determine al padecimiento, la clínica demuestra que ambas esferas no son independientes entre sí y que en la patología, como en el resto del desempeño psíquico "normal", ambos factores interactúan y se correlacionan para generar el amplio espectro del comportamiento humano tal como lo conocemos. De hecho, alteraciones biológicas alteran la psique, al igual que alteraciones psicológicas alteran o modifican la biología.
Según el DSM-IV-TR, los trastornos son una clasificación por categorías no excluyente, basada en criterios con rasgos definitorios. Admiten que no existe una definición que especifique adecuadamente los límites del concepto, careciendo de una definición operacional consistente que englobe todas las posibilidades. Un trastorno es un patrón comportamental o psicológico de significación clínica que, cualquiera que sea su causa, es una manifestación individual de una disfunción comportamental, psicológica o biológica. Esta manifestación es considerada síntoma cuando aparece asociada a un malestar (por ejemplo, dolor), a una discapacidad (por ejemplo, deterioro en un área de funcionamiento) o a un riesgo significativamente aumentado de morir o de sufrir dolor, discapacidad o pérdida de libertad.
Otros modelos plantean que el trastorno mental grave no es algo definible dentro de alguna categoría diagnóstica sino un desplazamiento dentro de un continuo entre neurosis y psicosis. Esta postura es la que defiende, por ejemplo, el psiquiatra e investigador Jim Van Os. También se ha planteado que la aplicación de un modelo diagnóstico de tipo biomédico es demasiado reduccionista y provoca más problemas más que ayuda en el análisis y tratamiento de unos trastornos que tienen raíces y necesidades bio-psicosociales. Frente al modelo diagnóstico de origen biomédico se ha propuesto por parte de la Division of Clinical Psychology (División de Psicología Clínica) de la British Psychological Society (Asociación Británica de Psicología) el Marco de Poder, Amenaza y Significado (Marco PAS).
Una concepción errónea muy frecuente es pensar que la clasificación de los trastornos mentales clasifica a las personas; lo que realmente hace es clasificar los trastornos de las personas que los padecen. Este sesgo relacionado con la teoría del etiquetado es uno de los factores que reciben más críticas desde la perspectiva psicosocial del tratamiento de los trastornos mentales en general y pero que afecta sobre todo a los graves (esquizofrenia, trastorno bipolar, etc). El concepto que suele utilizarse para este problema es el llamado estigma social de los trastornos mentales pero desde las organizaciones de personas afectadas se habla de cuerdismo o mentalismo ya que se considera que el concepto de estigma social no señala las discriminaciones que se dan dentro de las propias instituciones sanitarias, sociales o jurídicas encargadas de su atención, protección y cuidado. Las implicaciones de un diagnóstico psiquiátrico pueden tener graves repercusiones sobre la persona y su entorno familiar y comunitario, dificultando de forma seria el proceso de inclusión social y recuperación de su trastorno o incluso agravando la situación.
Existen numerosas categorías de trastornos mentales, con mayor o menor gravedad tanto en la vivencia subjetiva del individuo como en su repercusión dentro del funcionamiento social, así se hace alusión a otra clasificación clásica: Trastornos Neuróticos y Trastornos Psicóticos.
- Las neurosis afectan en mayor grado a la percepción del sujeto sobre sí mismo, y a su nivel de agrado, de plenitud y de integración del yo, así como a sus relaciones con el entorno social y familiar más cercano; sin embargo, no presentan los síntomas usuales de desconexión con la realidad y amplio alejamiento de la vida social, pueden desempeñarse laboral y académicamente, y según Freud y las escuelas psicoanalíticas este estado es la condición natural de la vida psíquica.
- Las psicosis, abarcan la manifestación más claramente asociada con la enfermedad mental, sus síntomas clásicos incluyen las alucinaciones, delirios y grave alteración afectiva y relacional, estos trastornos suelen tener un factor orgánico bastante pronunciado como los Trastornos Depresivos y Bipolares, aunque las esquizofrenias son claramente las de mayor repercusión personal, social y familiar dado su carácter crónico y degenerativo caracterizado por los elementos propios de todos los trastornos psicóticos a los cuales se añaden la desconexión con la realidad y aplanamiento afectivo.

## Diagnóstico diferencial
El primer paso ante un paciente con síntomas relacionados con un posible trastorno mental es realizar una completa evaluación clínica, para excluir o confirmar la presencia de una causa orgánica subyacente o asociada. Existe un amplio abanico de trastornos orgánicos que cursan con síntomas psiquiátricos o que pueden simular un trastorno mental. Su identificación puede llegar a resultar compleja y no siempre se realiza una adecuada evaluación del paciente. En ocasiones, los síntomas psiquiátricos se desarrollan antes de la aparición de otros síntomas o signos más característicos de la enfermedad, como ocurre en ciertos trastornos metabólicos, e incluso pueden ser las únicas manifestaciones de la enfermedad en ausencia de cualquier otro síntoma, como ocurre en algunos casos de enfermedad celíaca o de sensibilidad al gluten no celíaca, por lo que con frecuencia no se consigue un diagnóstico correcto o este se demora durante años.
Algunos de los trastornos que cursan frecuentemente con síntomas psiquiátricos o pueden confundirse con una enfermedad mental incluyen:
- Trastornos endocrinos, tales como el hipotiroidismo, el hipertiroidismo, la hiperprolactinemia, el síndrome premenstrual, la menopausia, la psicosis postparto, la enfermedad de Addison, el síndrome de Cushing, la encefalitis de Hashimoto, el hipopituitarismo o el hipogonadismo masculino.[7]
- Enfermedades sistémicas, inflamatorias e infecciosas, tales como la enfermedad celíaca[7][8] y la sensibilidad al gluten no celíaca (ambas cursan con frecuencia sin síntomas digestivos),[8] el lupus eritematoso sistémico, el síndrome de Sjögren, la artritis reumatoide, la psoriasis, el síndrome antifosfolípidos, la enfermedad de Behçet, el PANDAS, la sarcoidosis, la mononucleosis infecciosa, la sepsis, la fiebre tifoidea, la brucelosis, la malaria, la enfermedad de Lyme o el VIH/sida.[7][8]
- Enfermedades gastrointestinales, tales como la enfermedad inflamatoria intestinal o la enfermedad de Whipple.[7]
- Trastornos metabólicos, tales como la hipoglucemia, la hiperglucemia o los errores congénitos del metabolismo.[7]
- Trastornos neurológicos, tales como la enfermedad de Alzheimer, la demencia vascular, la enfermedad de Huntington, la enfermedad de Parkinson, la esclerosis múltiple, la enfermedad de Wilson, las encefalopatías tóxicas (causada por sustancias tóxicas industriales o plaguicidas), los tumores cerebrales, los accidentes vasculares cerebrales, las enfermedades vasculares cerebrales crónicas o la hidrocefalia.[7]
- Enfermedades infecciosas del cerebro, tales como la meningitis, la encefalitis o la neurosífilis.[7]
- Fallo hepático, como la encefalopatía hepática.[7]
- Fallo renal, como la uremia o la retención urinaria aguda.[7]
- Enfermedades respiratorias, tales como el asma, el edema pulmonar, la embolia pulmonar, el trasplante de pulmón, la enfermedad pulmonar obstructiva crónica (EPOC), el mal de altura, la hipoxemia o la hipercapnia.[7]
- Enfermedades cardíacas, tales como las arritmias cardíacas, la insuficiencia cardíaca, la enfermedad de las arterias coronarias, el baipás coronario, el prolapso de la válvula mitral o el trasplante de corazón.[7]
- Enfermedades hematológicas, tales como la anemia, el síndrome hipereosinofílico, la trombocitopenia, la policitemia, la leucemia o la anemia de células falciformes.[7]
- Trastornos electrolíticos o de fluidos, tales como la deshidratación y la insolación, la hiponatremia, la hipernatremia, la hipocalcemia, la hipercalcemia o la hipomagnesemia.[7]
- Estados carenciales, por déficit de vitaminas B2, B6, B12 o vitamina D, ácido fólico o zinc, o el síndrome de Wernicke-Korsakoff.[7]
- Intoxicación por metales, tales como el plomo, el mercurio, el aluminio, el manganeso o el cobre.[7]

## Tratamiento
El primer paso en la atención habitual parte de la atención sanitaria. Consiste en realizar una evaluación clínica del paciente, para intentar identificar y tratar un posible trastorno orgánico asociado que cause o potencie la sintomatología psiquiátrica, lo que puede conseguir la completa recuperación del paciente o un considerable alivio de sus síntomas.
El siguiente paso utiliza un enfoque integrador y multidisciplinar, en el que participan psiquiatría, psicología, educación social, enfermería psiquiátrica, trabajo social, terapia ocupacional y otras intervenciones. Cada tratamiento integra, dependiendo del caso, la administración de psicofármacos como métodos paliativos de los síntomas más pronunciados, así como un proceso de intervención psicológica para atender los orígenes y manifestaciones del trastorno y generar, de esta manera, un estado de bienestar más sólido, efectivo y permanente en las personas que sufren un trastorno mental.[cita requerida]
En países de la OCDE, la proporción de la población en edad de trabajar que depende de beneficios por discapacidades y enfermedades ha tendido a aumentar, lo que ha repercutido negativamente en las personas afectadas, sus familias, sus empleadores y la sociedad en general.[cita requerida] La gestión laboral de discapacidades (WPDM, por sus siglas en inglés) es un enfoque integral y cohesivo, que ofrece una amplia variedad de prácticas para los empleados que se lesionan o enferman. Estos programas típicamente comprenden múltiples componentes, tales como el contacto temprano, educación del personal y actividades de rehabilitación laboral.[cita requerida]
Una revisión sistemática de 13 estudios, ocho realizados en Estados Unidos y cinco en Canadá, evaluó la efectividad de los programas laborales de gestión de discapacidades para fomentar el regreso al trabajo, sin embargo, no encontró evidencia adecuada para realizar una síntesis cuantitativa de los resultados, por lo que no fue posible llegar a una conclusión general acerca de la efectividad de estos programas. Tampoco se pudo determinar si son algunos componentes específicos de un programa o si es el conjunto de estos componentes los que están impulsando la efectividad. Se requieren investigaciones rigurosas adicionales, que garanticen un enfoque más amplio.